# 김종학 (1941년)
김종학(1941년 2월 26일~)은 대한민국의 정치인이다. 제15대 국회의원을 지냈다.

## 역대 선거 결과
|  | 13.3% |

|  | 9.2% |

|  | 24.19% |

|  | 16.44% |